# 蒂博·德斯梅特
蒂博·德斯梅特（荷蘭語：Tibo De Smet，1999年5月28日—），比利时男子田径运动员，2023年全国田径锦标赛男子800米铜牌得主、2024年世界室内田径锦标赛男子4×400米接力金牌得主、2024年全国田径锦标赛男子800米金牌得主。